# Taereung-ipgu (metropolitana di Seul)
Taereung-ipgu (태릉입구역 - 泰陵入口驛, Taereung-ipgu-yeok ) è una stazione di interscambio della metropolitana di Seul servita dalla linea 6 e dalla linea 7 della metropolitana di Seul. Si trova nel quartiere di Nowon-gu, a nord-est rispetto al centro della città.

## Linee
SMRT
● Linea 6 (Codice: 645)
● Linea 7 (Codice: 718)

## Struttura
La stazione è sotterranea per entrambe le linee, che si incrociano perpendicolarmente. Entrambe possiedono banchine laterali e due binari passanti con porte di banchina a piena altezza. In totale le uscite in superficie sono 7 e i mezzanini sono al primo piano sotterraneo per la linea 6, e al terzo piano sotterraneo per la linea 7.
Linea 6
| Direzione Eungam | ● Linea 6 | per Dongmyo-ap, Samgakji, Gongdeok, Digital Media City e Eungam |
| Direzione Sinnae | ● Linea 6 | per Seokgye, Bonghwasan e Sinnae                                |

Linea 7
| Direzione Jangam            | ● Linea 7 | per Nowon e Jangam                                                |
| Direzione Bupyeong-gucheong | ● Linea 7 | per Sangbong, Express Bus Terminal, Isu, Onsu e Bupyeong-gucheong |

## Stazioni adiacenti
| «         | Servizio | »          |
| Linea 6   | Linea 6  | Linea 6    |
| --------- | -------- | ---------- |
| Seokgye   | -        | Hwarangdae |
| Linea 7   |          |            |
| Gongneung | -        | Meokgol    |